# Protexarnis aucta
Protexarnis aucta är en fjärilsart som beskrevs av Alphéraky 1892. Protexarnis aucta ingår i släktet Protexarnis och familjen nattflyn. Inga underarter finns listade i Catalogue of Life.